# Pleumeleuc
Pleumeleuc est une commune française située dans le département d'Ille-et-Vilaine en région Bretagne, peuplée de 3 535 habitants.

## Géographie

### Localisation
La commune de Pleumeleuc fait partie du canton de Montfort-sur-Meu et de l'arrondissement de Rennes. Son territoire s'étend sur 19,51 km2.

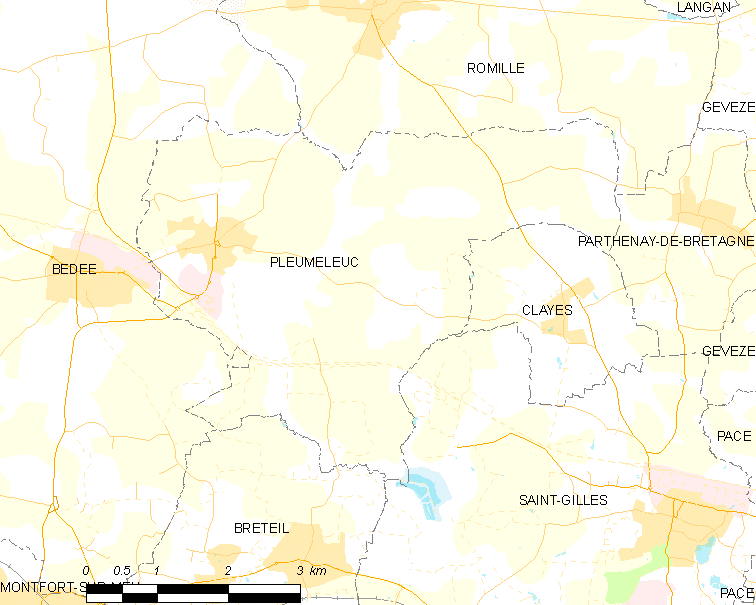
La carte de la commune de Pleumeleuc.

|       | Romillé    | Parthenay-de-Bretagne |
| Bédée | Pleumeleuc | Clayes                |
|       | Breteil    | Saint-Gilles          |

### Hydrographie
Pour un article plus général, voir Réseau hydrographique d'Ille-et-Vilaine.
La commune est située dans le bassin Loire-Bretagne. Elle est drainée par la Vaunoise, la Cotardière, le ruisseau de Gobert, le ruisseau de la Ville michel, le ruisseau du Quinfromel et le ruisseau du Temple,,.
La Vaunoise, d'une longueur de 33 km, prend sa source dans la commune de Irodouër et se jette  dans le Meu à Bréal-sous-Montfort, après avoir traversé onze communes. 
La Cotardière, d'une longueur de 14 km, prend sa source dans la commune de Romillé et se jette  dans la Vaunoise à Mordelles, après avoir traversé huit communes. 

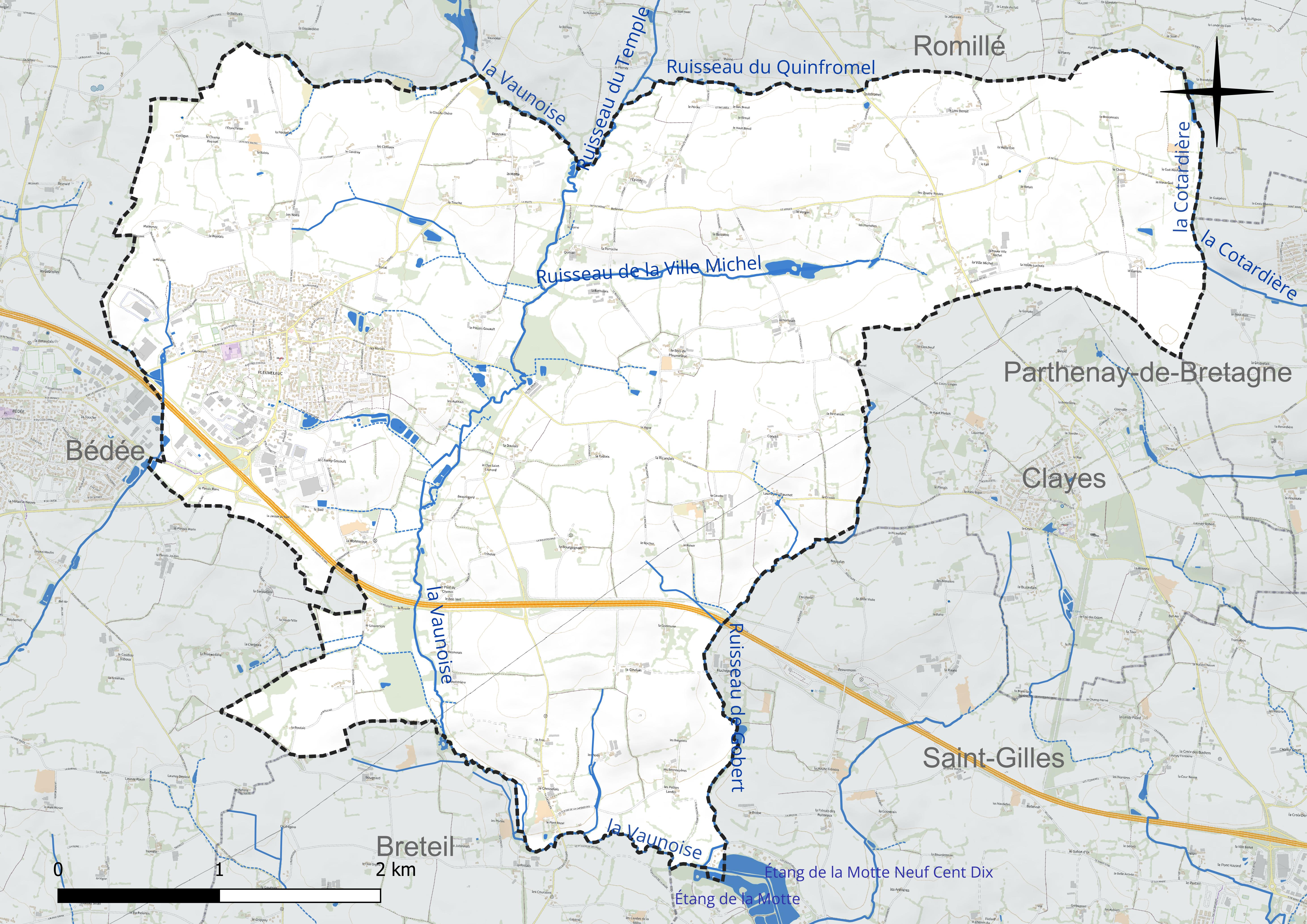
Réseau hydrographique de Pleumeleuc.

Deux plans d'eau complètent le réseau hydrographique : l'étang de la Motte, d'une superficie totale de 7,9 ha (0,37 ha sur la commune) et l'étang de la Motte Neuf Cent Dix, d'une superficie totale de 5,9 ha (0,2 ha sur la commune),.

### Climat
Pour des articles plus généraux, voir Climat de la Bretagne et Climat d'Ille-et-Vilaine.
En 2010, le climat de la commune est de type climat océanique altéré, selon une étude du CNRS s'appuyant sur une série de données couvrant la période 1971-2000. En 2020, Météo-France publie une typologie des climats de la France métropolitaine dans laquelle la commune est exposée à un climat océanique et est dans la région climatique  Bretagne orientale et méridionale, Pays nantais, Vendée, caractérisée par une faible pluviométrie en été et une bonne insolation. Parallèlement l'observatoire de l'environnement en Bretagne publie en 2020 un zonage climatique de la région Bretagne, s'appuyant sur des données de Météo-France de 2009. La commune est, selon ce zonage, dans la zone « Intérieur Est », avec des hivers frais, des étés chauds et des pluies modérées.  
Pour la période 1971-2000, la température annuelle moyenne est de 11,5 °C, avec une amplitude thermique annuelle de 12,5 °C. Le cumul annuel moyen de précipitations est de 710 mm, avec 12,2 jours de précipitations en janvier et 6,7 jours en juillet. Pour la période 1991-2020, la température moyenne annuelle observée sur la station météorologique la plus proche, située sur la commune du Rheu à 13 km à vol d'oiseau, est de 12,2 °C et le cumul annuel moyen de précipitations est de 720,4 mm,. Pour l'avenir, les paramètres climatiques de la commune estimés pour 2050 selon différents scénarios d'émission de gaz à effet de serre sont consultables sur un site dédié publié par Météo-France en novembre 2022.

## Urbanisme

### Typologie
Au 1er janvier 2024, Pleumeleuc est catégorisée petite ville, selon la nouvelle grille communale de densité à sept niveaux définie par l'Insee en 2022.
Elle appartient à l'unité urbaine de Bédée, une agglomération intra-départementale regroupant deux  communes, dont elle est une commune de la banlieue,,. Par ailleurs la commune fait partie de l'aire d'attraction de Rennes, dont elle est une commune de la couronne,. Cette aire, qui regroupe 183 communes, est catégorisée dans les aires de 700 000 habitants ou plus (hors Paris),.

### Occupation des sols
L'occupation des sols de la commune, telle qu'elle ressort de la base de données européenne d'occupation biophysique des sols Corine Land Cover (CLC), est marquée par l'importance des territoires agricoles (91,7 % en 2018), en diminution par rapport à 1990 (95,8 %). La répartition détaillée en 2018 est la suivante : 
terres arables (61 %), prairies (19,8 %), zones agricoles hétérogènes (10,9 %), zones urbanisées (4,5 %), zones industrielles ou commerciales et réseaux de communication (3,7 %), eaux continentales (0,1 %). L'évolution de l'occupation des sols de la commune et de ses infrastructures peut être observée sur les différentes représentations cartographiques du territoire : la carte de Cassini (XVIIIe siècle), la carte d'état-major (1820-1866) et les cartes ou photos aériennes de l'IGN pour la période actuelle (1950 à aujourd'hui).

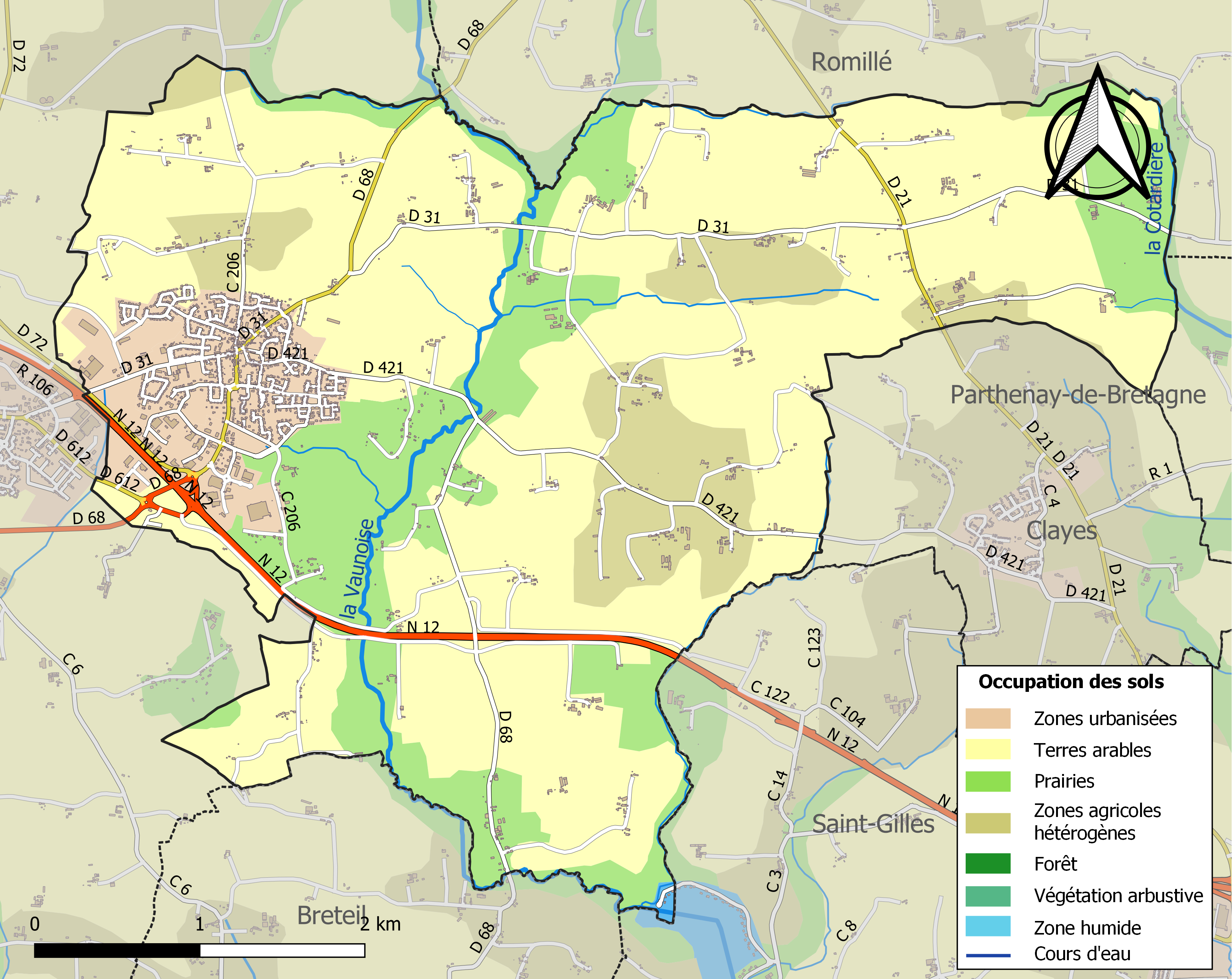
Carte des infrastructures et de l'occupation des sols de la commune en 2018 (CLC).

## Toponymie
Le nom de la localité est attesté sous les formes Plomeloc (1122), Plumeloc (1158), Plomelouc (1185), Plomeleuc (1330), Plemelleuc (1376), Plumeluc (XVIe siècle), Plemeluc (1630).
Il s'agit d'une formation toponymique médiévale bretonne. L'élément Pleu- s'explique par l'ancien breton ploe et signale une paroisse (Ploue) créée par des Bretons originaires du pays de Galles ou de Cornouailles entre les Ve et VIIe siècles. Plou- est suivi de l'élément Meleuc, autrefois Maeloc, sans doute le fondateur de la paroisse. Ce saint est toujours connu au pays de Galles. Le nom actuel de la commune en breton est Pleveleg avec un « m » interne (Ple + Meleg) qui devient « v » en suivant les règles de la phonologie bretonne (mutation consonantique) comme dans Ploemeur (Plañvour en breton) ou Plomeur (Ploveur) par exemple. Le nom en gallo est Ploemenoec.
Aujourd'hui, 10 % des toponymes de la commune ont une origine brittonique, comme Cocligan, Tribolay, etc.
Pleum'neu en gallo.

## Histoire

### Avant notre ère
En 2023, les engins de l'Inrap laissèrent apparaître une occupation domestique ainsi qu'une nécropole à incinération. Tout indique que cette occupation s'étale tout au long de l'âge du fer soit du VIe au IIe siècle avant notre ère.

### Début de notre ère
Pleumeleuc était autrefois une ancienne paroisse primitive qui intégrait les zones de Bédée, Breteil, Clayes, Le Lou-du-Lac et La Nouaye.
Dès le XIe siècle, la paroisse de Pleumeleuc fut donnée aux moines bénédictins de l'abbaye de Saint-Melaine.
En 1218, Raoul, évêque de Saint-Malo, fait savoir que l'abbé de Saint-Melaine lui avait présenté le clerc Pierre de Tinténiac pour tenir l'église de Pleumeleuc. Pierre de Tinténiac se réservant tous ses droits sur les impôts de la paroisse, l'évêque ajouta qu'il avait confié la charge des âmes à ce prêtre et l'avait fixé dans l'église en question.
Au XVIIe siècle, les deux prieurés de Bédée et de Hédé se partageaient les redevances de Pleumeleuc. Mais comme il fallait faire une pension au prêtre de la paroisse, au XVIIIe siècle, les moines de Saint-Melaine finirent par ne réclamer que deux tiers de la dîme de Pleumeleuc, et ils laissèrent le reste de cette taxe au prêtre pour sa propre escarcelle.

## Économie

### Tourisme
La gestion du tourisme de Pleumeleuc est confiée par Montfort Communauté à l'office de tourisme du pays de Montfort.

## Politique et administration

### Liste des maires
| Période                                  | Période                     | Identité            | Étiquette | Qualité |
| ---------------------------------------- | --------------------------- | ------------------- | --------- | --- |
| Les données manquantes sont à compléter. |                             |                     |           | |
| ca. 1896                                 |                             | M. Vilboux          |           | |
| ca. 1930                                 |                             | Louis Marquer       |           | |
| 1945                                     | 16 avril 1966 (décès)       | Auguste Sauvée      |           | Agriculteur |
| 1966                                     | mars 1977                   | Léon Denieul        |           | Maçon, maire honoraire |
| mars 1977                                | juin 1995                   | Albert Delamarre,   |           | Agriculteur, maire honoraire |
| juin 1995                                | 14 mars 2008                | Jean-Claude Chapron |           | Directeur de l'IME de Montfort-sur-Meu, maire honoraire Premier adjoint au maire (1977 → 1995)                                                            |
| 14 mars 2008                             | 25 mai 2020                 | Patricia Cousin     | DVD       | Sans profession Adjointe au maire (2001 → 2008) |
| 25 mai 2020                              | 18 novembre 2024            | Anne-Sophie Patru   | DVD       | Chargée de clientèle banque Adjointe au maire (2015 → 2020) Sénatrice d'Ille-et-Vilaine (2024 → ) 5e vice-présidente de Montfort Communauté (2020 → 2024) |
| 18 novembre 2024                         | 3 février 2025              | Patrick Le Texier   |           | Responsable de service Premier adjoint au maire (2020 → 2024)                                                                                             |
| 3 février 2025                           | En cours (au 18 avril 2025) | Yannick Fouville    |           | Agriculteur |

### Jumelage
Pleumeleuc est jumelée avec :
- Llanfairfechan (Royaume-Uni) depuis juin 2011.

## Démographie
L'évolution du nombre d'habitants est connue à travers les recensements de la population effectués dans la commune depuis 1793. Pour les communes de moins de 10 000 habitants, une enquête de recensement portant sur toute la population est réalisée tous les cinq ans, les populations de référence des années intermédiaires étant quant à elles estimées par interpolation ou extrapolation. Pour la commune, le premier recensement exhaustif entrant dans le cadre du nouveau dispositif a été réalisé en 2006.
En 2022, la commune comptait 3 535 habitants, en évolution de +8,1 % par rapport à 2016 (Ille-et-Vilaine : +5,46 %, France hors Mayotte : +2,11 %).
| 1793  | 1800  | 1806  | 1821  | 1831  | 1836  | 1841  | 1846  | 1851  |
| ----- | ----- | ----- | ----- | ----- | ----- | ----- | ----- | ----- |
| 1 302 | 1 087 | 1 266 | 1 283 | 1 335 | 1 255 | 1 159 | 1 213 | 1 245 |

| 1856  | 1861  | 1866  | 1872  | 1876  | 1881  | 1886  | 1891  | 1896  |
| ----- | ----- | ----- | ----- | ----- | ----- | ----- | ----- | ----- |
| 1 286 | 1 251 | 1 298 | 1 270 | 1 317 | 1 323 | 1 335 | 1 294 | 1 292 |

| 1901  | 1906  | 1911  | 1921  | 1926  | 1931  | 1936  | 1946  | 1954 |
| ----- | ----- | ----- | ----- | ----- | ----- | ----- | ----- | ---- |
| 1 223 | 1 216 | 1 146 | 1 014 | 1 027 | 1 080 | 1 028 | 1 012 | 971  |

| 1962 | 1968 | 1975  | 1982  | 1990  | 1999  | 2006  | 2011  | 2016  |
| ---- | ---- | ----- | ----- | ----- | ----- | ----- | ----- | ----- |
| 937  | 946  | 1 110 | 1 548 | 1 929 | 2 128 | 2 376 | 3 058 | 3 270 |

| 2021  | 2022  | - | - | - | - | - | - | - |
| ----- | ----- | - | - | - | - | - | - | - |
| 3 517 | 3 535 | - | - | - | - | - | - | - |

## Lieux et monuments

### Monuments
La commune ne compte aucun monument historique mais dispose de plus de 200 édifices inventoriés.

#### Église Saint-Pierre

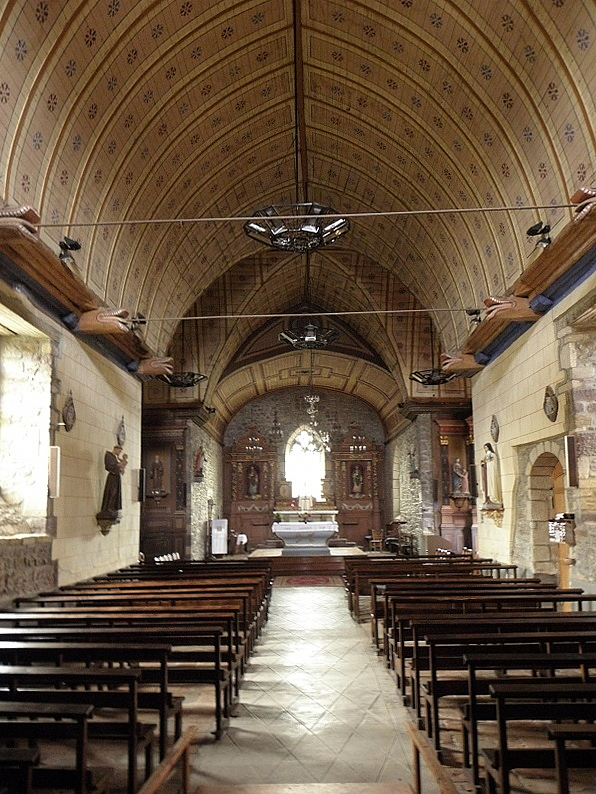
Intérieur de l'église Saint-Pierre.

L'église primitive date du XIe siècle, probablement lors de l'arrivée des moines bénédictins de Saint-Melaine dans la paroisse. On peut encore voir aujourd'hui dans le mur de la nef une taille en arête-de-poisson qui remonterait de cette époque. L'édifice ayant subi des modifications, la plupart de ses murs remonteraient du XVe siècle.
À l'origine, l'église Saint-Pierre de Pleumeleuc appartenait au seigneur de Montfort-sur-Meu, car il avait des droits de supériorité et de fondations sur l'édifice. Mais en 1630, le duc de la Trémoille vendit au seigneur de la Besneraye, François Glé, l'église et donc les droits sur le monument. C'est pour cette raison que l'on peut voir sur les vitraux de l'église les écussons du seigneurs de la Besneraye. Au XVIe siècle, les chapelles de la façade-ouest sont rajoutées.

### Lieux
- Vallée de la Vaunoise : la Vaunoise, rivière longue de 32 km, traverse le nord-est du pays et dessine à Pleumeleuc une vallée encaissée et arborée. Plusieurs sentiers balisés longent ses rives.
- « Circuit de Vaunoise-La Motte » : le circuit commence place de l'église à Pleumeleuc. Il dure 1 h 45 pour 7,2 km environ. Le parcours longe la Vaunoise pendant un moment et parcourt la campagne de Pleumeleuc.
- « Circuit de Vaunoise-La Monneraye » : le départ se fait également place de l'église, au niveau du rond-point de la Mairie. Il dure 1 h 15 pour 5,6 km. Le parcours longe la Vaunoise pendant une bonne partie de la randonnée.

## Personnalités liées à la commune
- Edwige Lawson-Wade (née en 1979), joueuse de basket ayant habité et commencé à jouer à Pleumeleuc.
- Yoann Cabio' ch ( née en 1988) , ex assistant coach en WNBA avec les Chicago Ski ce qui lui a permis de remporter une bague de champion. Il est actuellement coach au LDLC ASVEL Féminin ( Équipe féminine du club de L'ASVEL détenu par Tony Parker).